# Torre de Mas Carboners
La Torre de Mas Carboners és una obra de Vila-seca (Tarragonès) declarada Bé Cultural d'Interès Nacional.

## Descripció
Molt restaurada. Actualment dins els terrenys privats.
Lleugera inclinació en talús dels murs. Té dues portes, ambdues a l'angle Nord-oest. Una està a la planta baixa i l'altra al primer pis. Fa 6,10 x 7 m i 80 cm de gruix. Finestres amb arc fals situades al pis superior, semblants a les de la Torre d'en Dolça. Considerable nombre d'espitlleres a tots els pisos. Dos entramats distribueixen l'espai interior. No té matacans però es conserven marques de picapedrers als carreus. La factura de la torre és de maons i carreus a les cantonades.